# Sean Conroy
Sean Conroy (* 1. Juni 1994 in Dublin) ist ein irischer Squashspieler.

## Karriere
Sean Conroy begann seine professionelle Karriere im Jahr 2013 und gewann bislang einen Titel auf der PSA World Tour. Seine höchste Platzierung in der Weltrangliste erreichte er mit Rang 111 im Oktober 2020. Mit der irischen Nationalmannschaft nahm er 2017, 2019 und 2023 an der Weltmeisterschaft teil. Außerdem stand er mehrfach im irischen Aufgebot bei Europameisterschaften.

## Erfolge
- Gewonnene PSA-Titel: 1